# John Wrench
John William Wrench (* 13. Oktober 1911 in Westfield, New York; † 27. Februar 2009 in Frederick, Maryland) war ein US-amerikanischer Mathematiker.
Wrench besuchte die High School in Hamburg, New York und studierte an der University of Buffalo mit dem Bachelor-Abschluss summa cum laude 1933 und dem Master-Abschluss 1935 und wurde 1938 an der Yale University promoviert (The derivation of arctangent relations). Er lehrte zunächst an der George Washington University. Im Zweiten Weltkrieg war er ein Pionier von Berechnungen mit Computern bei angewandter mathematischer kriegswichtiger und geheimer Forschung für die US-Marine (wie Unterwasser-Schall und Unterwasser-Explosionen) und 1953 wurde er stellvertretender Leiter und später Leiter des Labors für Angewandte Mathematik der David Taylor Model Basin der US-Marine in Carderock. 1974 ging er in den Ruhestand.
Daneben lehrte er auch an der Yale University, der Wesleyan University, der University of Maryland at College Park und der American University.
Er ist bekannt für genaue Berechnungen der Zahl Pi, womit er schon vor dem Zeitalter elektronischer Rechenmaschinen begann. Nachdem William Shanks in England 1873 Pi bis auf 707 Stellen berechnet hatte und D. F. Ferguson in den USA 1945 auf 808 Stellen, wobei er einen Fehler von Shanks korrigierte, führte Wrench die Bestimmung ab 1945 mit Levi Smith an einer mechanischen Tisch-Rechenmaschine bis auf 1161 Stellen fort. 1961 berechnete er mit einem IBM 7090 Computer mit Daniel Shanks Pi bis auf 100.265 Stellen. Damit kamen sie in das Guinness-Buch der Rekorde und ein Ausdruck der Berechnung wurde im Smithsonian Museum in Washington D.C. präsentiert. Neben Pi berechnete er auch andere mathematische Konstanten mit hoher Genauigkeit wie die Eulersche Zahl. Er veröffentlichte über 150 wissenschaftliche Arbeiten.
Er war Mitglied der Washington Academy of Sciences.

## Schriften
- The evolution of extended decimal approximations to π,  The Mathematics Teacher, Band 53, 1960, S. 644–650
- mit Daniel Shanks: Calculation of π to 100,000 Decimals, Mathematics of Computation, Band 16, 1962, S. 76–99